# Jamie Dantzscher
Jamie Dantzscher (Los Ángeles, 2 de mayo de 1982) es una gimnasta artística estadounidense, medallista de bronce olímpica en 2000 en el concurso por equipos.

## 2000
En las Olimpiadas de Sídney gana la medalla de bronce en el concurso por equipos, por detrás de Rumania (oro) y Rusia (plata), siendo sus colegas de equipo: Amy Chow, Dominique Dawes, Kristen Maloney, Elise Ray y Tasha Schwikert.